# FIFA 10
FIFA 10 er det 17. FIFA-spil i rækken. Det udkom den 2. oktober 2009. Det er udgivet til: Xbox 360, PlayStation 3, Wii, PlayStation 2, PC, Nintendo DS, PSP, N-Gage, mobiltelefonen, iPhone/iPod Touch.